# 野口勇
野口勇（英語：Isamu Noguchi，1904年11月17日—1988年12月30日），20世紀美國藝術家。對今日的公共花園和景觀雕塑有很大的影響。

## 生平
野口勇出生在美國的洛杉磯，母親是美國作家莉歐妮·吉歐蒙（Leonie Gilmour），父親是日本詩人野口米次郎（日语：／ Noguchi Yonejirou ?） 。1906年，他2歲的時候，隨母親搬到日本與父親團聚，並在日本渡過他大部分的童年時光。
1918年，野口勇14歲時回到美國上學（父母已離異、當時他跟隨母姓，稱為Isamu Gilmore），1922年畢業於印地安那州的La Porte高中。同年申請到哥倫比亞大學的醫學系。到了紐約市生活，並啟發了對雕塑創造的熱情。
1924年，由於想要全時間投入雕塑創作，他從哥倫比亞大學退學，改名為野口勇。他開始專注在抽象藝術雕塑作品，並深受康斯坦丁·布朗庫西（Constantin Brancusi）的影響。1927年他申請到古根漢藝術基金，前往巴黎拜布朗庫西為師。習得了以雕和鑿為主的創作方式，兩年後回到紐約市。1929年舉辦了第一次個展。
1930年他前往莫斯科與亞洲，曾在中國北京與齊白石學習水墨畫和中國園林的造園心法。最後他回到了日本找尋他的詩人父親，並接觸到日本禪宗庭園的風格思想，對他來說，1930年是一個風格上的轉變，他開始跨領域到了整個景觀花園的設計，將東方的空間美學，逐漸的帶到西方的現代理性當中。
1941年第二次世界大戰爆發，由於他的一半日本血統相當敏感，美軍從將他軟禁在當時的日本人強制收容所中，後來由他許多藝術家朋友寫信聲援，他才獲得釋放（或謂野口「自願拘留」於亞利桑那收容所，然而因為混血緣故，被收容所內的日本人認為是美方的間諜遭受排斥）。1951年他與知名的歌手山口淑子（李香蘭）結婚，但於1956年離婚。
1962年後，野口勇廣受大型企業與政府機關的歡迎，承接了日本美國兩地許多的景觀設計或建築計劃，並開始與知名建築師們有了密切的合作，1970年他設計出相當受歡迎的Akari系列燈籠。1981年他買下了紐約市東河邊的地，開始與日裔美国建築師贞夫翔二（Shoji Sadao）一起計劃成立野口勇雕塑花園博物館。該館於1985年5月開放，1988年野口勇獲得日本政府頒發的獎Sacred Treasure（Third Order），同年12月，獲得紐約雕塑中心Award for Distinction in Sculpture，12月30日，於紐約市逝世。

## 作品

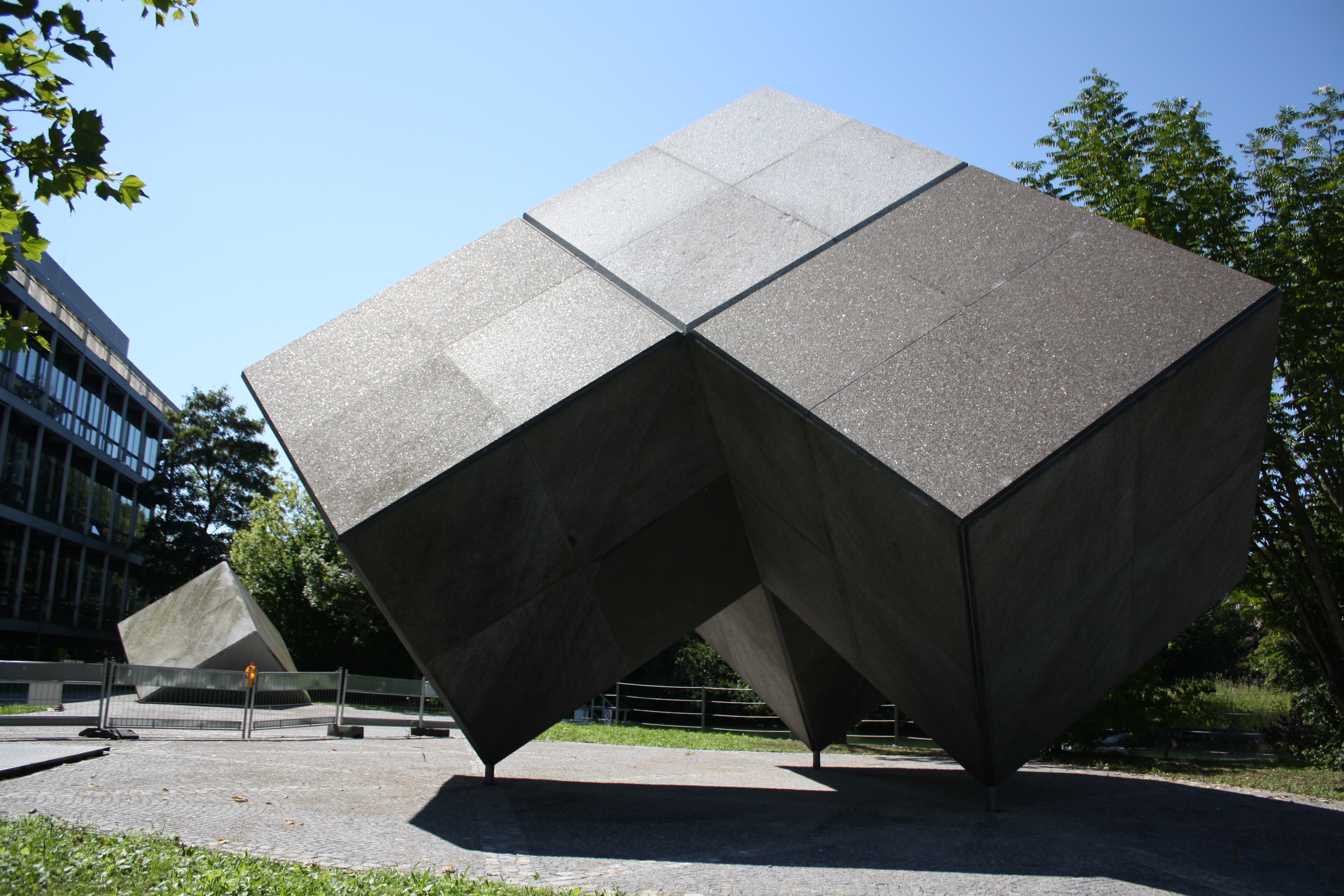
Zwillingsplastik 1972 von 慕尼黑

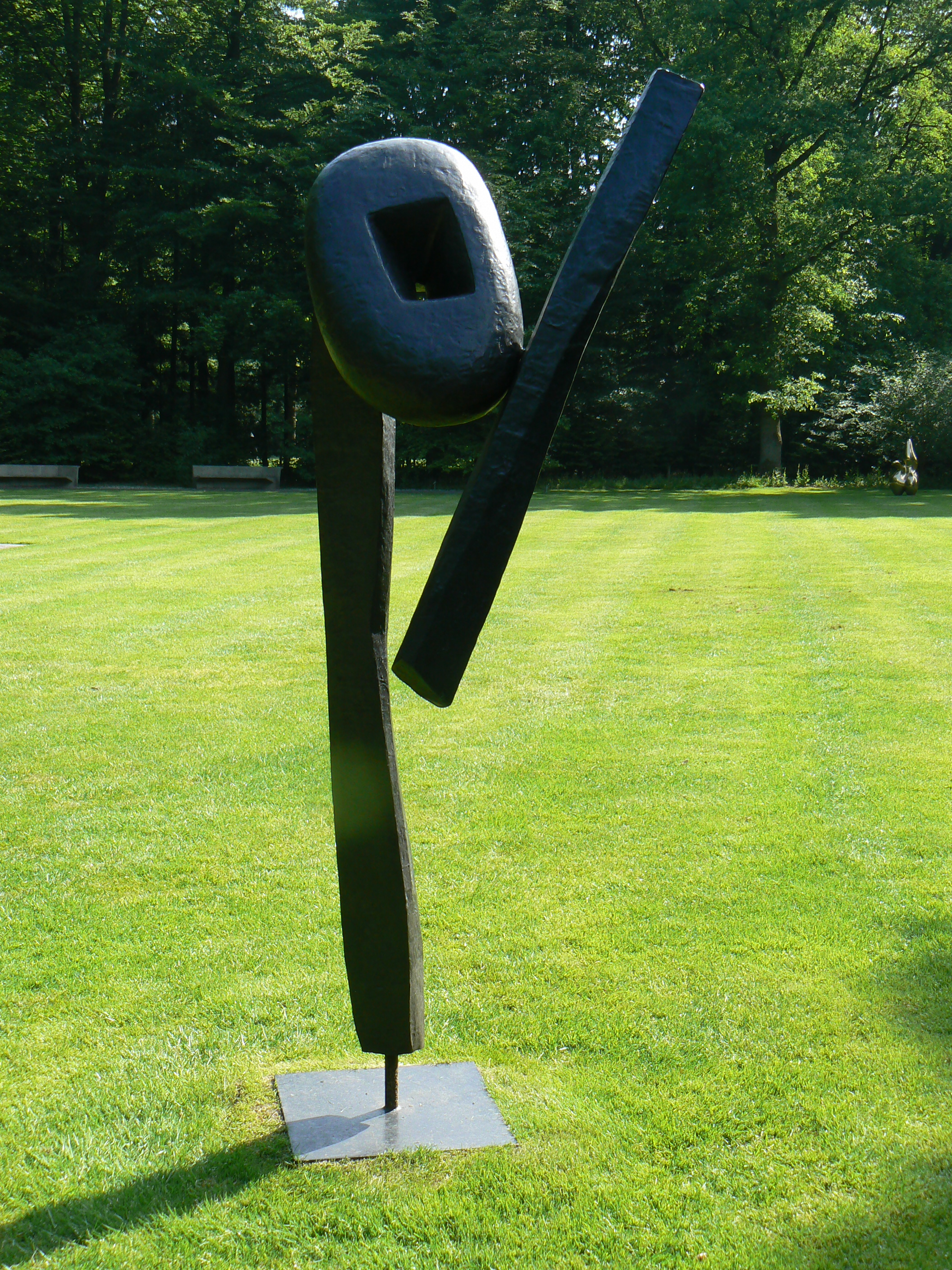
野口勇作品

如今全世界許多地方都有他的大型雕塑作品，最廣為人知的是旋渦型滑梯作品。幾個比較重要的作品如下
- 日本廣島，和平纪念公园，原子彈爆炸死難者紀念碑和拱形橋樑,1955年
- 美國德州沃思堡中，第一國家銀行建築的雕塑。
- 美國康乃狄克州，纽黑文市裡，耶魯大學Beinecke稀有圖書及手稿圖書館中的Sunken花園。
- 耶路撒冷，以色列博物館中的比利玫瑰雕塑花園。
- 法國巴黎，聯合國教科文組織巴黎總部前雕塑花園，1958年
- 美國紐約市大通銀行前的Sunken Garden。
- 紐約阿蒙克市，IBM總部前的花園。
- 日本東京的kodomo no kuni，是一個兒童遊樂場。
- 美國密西根州，底特律市，Dodge Fountain and Philip A. Hart Plaza。（是件與Shoji Sadao合作的作品）

野口勇的作品並不僅限於花園設計或是雕塑品創作，他也曾為現代舞蹈家瑪莎·葛蘭姆設計過舞台。並有過不少知名的工業設計產品，如燈具和茶几。他的設計產品今日都還被銷售著，其中最為知名的是Akari系列的日本和紙燈籠（圖片）。而經典的創作品則被世界各地的博物館或藝廊典藏，在紐約市的野口勇博物館過去曾是他的工作室，目前是他作品的主要收藏和研究中心。此博物館於2004年舉辦了野口勇100年特展，開展由劇作家羅伯·威爾森設計了聲光效果的劇場，企圖讓作品有聲光等輔助連結，效果不彰、引起了紐約藝術界一陣爭議。同一年紐約的惠特尼博物館也展出他1944年到1948年的擬人雕塑作品。野口勇在去世前的最後一件作品是一個1.6平方公里的大型公園，位於日本札幌。1988年在他死前僅有初步的設計，後來命名為Moerenuma公園，在2004年開放。
野口勇創作的「日本」園林並不具有日本的風格，可是學者認為，野口勇「採用不同的質材和全新的藝術樣式，在新的環境中進行創作，依然基本再現了日本庭園的藝術之美」。

## 參看書籍
- Altshuler, Bruce (1995). Isamu Noguchi (Modern Masters). Abbeville Press, Inc.  ISBN 1558597557.
- Ashton, Dore; Hare, Denise Brown (1993). Noguchi East and West. University of California Press. ISBN 0520083407.
- Noguchi, Isamu et al (1986). Space of Akari and Stone. Chronicle Books. ISBN 0877014051.
- Torres, Ana Maria; Williams, Tod (2000). Isamu Noguchi: A Study of Space. The Monticelli Press. ISBN 1580930549.

## 外部連結
- Isamu Noguchi Garden Museum （页面存档备份，存于）
- Noguchi's Indiana experience
- 用google看野口勇的作品 （页面存档备份，存于）